# 向日葵族

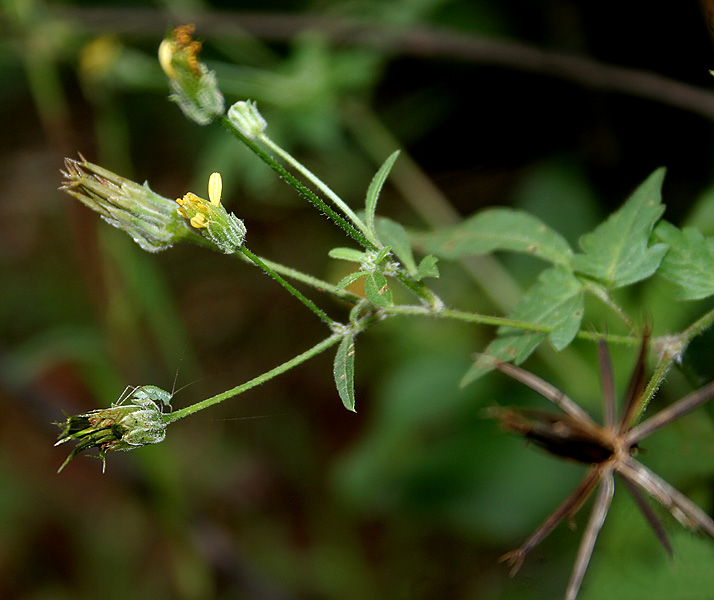
Bidens biternata- 鬼針草

向日葵族（Heliantheae）是菊科的第三大族，底下收納大約190屬的已確認的近2500種，多分布於北美洲與南美洲。 向日葵族的學名就是古希腊语向日葵的意思。
向日葵族通常是草本或灌木，有的会长成小乔木。其葉子常带有绒毛、对生。其花药通常是黑色的。

## 用途
向日葵族中具有經濟價值的植物有日葵、洋姜、黑心金光菊、金光菊、剑叶金鸡菊、大花金鸡菊、两色金鸡菊和黄花松果菊。
除了有用植物，向日葵族中也有野草，如豚草。豚草每年放出大量的黄色雾状花粉，可引发枯草热、花粉症及其他呼吸道疾病和国民疾病等。每株每年可生7至10万枚种子，是人類最大的過敏原之一。

## 主要属
- 豚草属 （Ambrosia）
- 金鸡菊属 （Coreopsis）
- 松果菊属 （Echinacea）
- 鳢肠属 （Eclipta）
- 松香草属 （Silphium）
- 向日葵属 （Helianthus）
- Hymenopappus属
- 紫锥花属 （Echinacea）
- 金光菊属 （Rudbeckia）
- 秋英属 （Cosmos）
- 百日菊属 （Zinnia）

## 外部連結
- Cassini, Alexandre de. . Journal de Physique, de Chimie et d'Histoire Naturelle (Paris). 1794–1823, 88: 196  [2008-06-30]. J. Phys. Chim. Hist. Nat. Arts （英语）.